# سیارک ۱۱۵۸۴
سیارک ۱۱۵۸۴ (به انگلیسی: 11584 Ferenczi، نامگذاری:1994PP39) یازده هزار و پانصد و هشتاد و چهارمین سیارک کشف شده‌است که در ۱۰ اوت ۱۹۹۴ کشف شد.
قدر مطلق سیارک برابر ۱۳٫۴۰ است.